# 8315 Bajin
8315 Bajin (1997 WA22) là một tiểu hành tinh vành đai chính được phát hiện ngày 25 tháng 11 năm 1997 bởi Chương trình tiểu hành tinh Bắc Kinh Schmidt CCD ở Xinglong. The asteroid in named afrer Chinese writer Ba Jin.